# Oguzoeme Nsenu
Oguzoeme Nsenu (* 5. März 1958) ist eine ehemalige nigerianische Leichtathletin, die sich auf den Sprint spezialisiert hat. Ihren größten Erfolg feierte sie mit dem Gewinn der Goldmedaille über 100 bei den Afrikameisterschaften 1979 in Dakar.

## Sportliche Laufbahn
Erste internationale Erfahrungen sammelte Oguzoeme Nsenu vermutlich im Jahr 1979, als sie bei den Afrikameisterschaften in Dakar in 11,53 s die Goldmedaille im 100-Meter-Lauf gewann und mit der nigerianischen 4-mal-100-Meter-Staffel in 46,45 s gemeinsam mit Rufina Ubah, Fosa Ibini und Alaba Ojumola die Silbermedaille hinter dem ghanaischen Team. Zudem wurde sie beim IAAF World Cup in Montreal in 11,78 s Siebte über 100 Meter und gelangte mit der Staffel mit 44,83 s ebenfalls auf Rang sieben. Im Jahr darauf nahm sie über 100 Meter an den Olympischen Sommerspielen in Moskau teil und schied dort mit 11,55 s im Viertelfinale aus. Daraufhin trat sie nicht mehr international in Erscheinung.